# Proacidalia montesignum
Proacidalia montesignum är en fjärilsart som beskrevs av De Sagarra 1926. Proacidalia montesignum ingår i släktet Proacidalia och familjen praktfjärilar. Inga underarter finns listade i Catalogue of Life.